# Tkanka podskórna
Tkanka podskórna (łac. tela subcutanea, subcutis) – wewnętrzna warstwa skóry, położona pod skórą właściwą. Zbudowana jest z tkanki łącznej właściwej luźnej; jej luźne utkanie umożliwia częściowe przesuwanie się skóry nad podłożem mięśniowym lub kostnym. Zawiera również tkankę tłuszczową w ilości zależnej między innymi od wieku, płci, czynności hormonów, odżywienia i trybu życia. Tłuszcz zgromadzony w tkance podskórnej jest źródłem energii, warstwą izolacyjną, chroni przed urazami a także odgrywa rolę w gospodarce wodno-elektrolitowej ze względu na zdolność wchłaniania dużych ilości wody.